# 후지이 가즈시
후지이 가즈시(일본어: 藤井 一志, 2001년 9월 30일~)는 일본의 축구 선수이다.

## 구단 경력
그는 2024년 J3리그의 오미야 아르디자에 입단했다. 2024년 J3리그 우승으로 J2리그로 승격했다.